# Seymour Chwast
 (avril 2019).
Seymour Chwast (né le 18 août 1931) est un graphiste, illustrateur et créateur de police de caractères américain.

## Œuvres
- Docteur Dolittle, traduit par Lili Sztajn, éd. Hélium, janvier 2018  (ISBN 978-2-330-09048-7)
- L'Odyssée, d'après Homère, éd. Calmann-Lévy, 2019[1]